# Jim Gillette
Jim Gillette (Los Angeles, 10 novembre 1967) è un cantante heavy metal statunitense che ha fatto parte delle band Nitro e Tuff, oltre ad aver pubblicato un album solista.

## Biografia
Iniziò a cantare negli anni ottanta, ispirato principalmente da Rob Halford. Dopo alcuni anni trascorsi a perfezionare la sua tecnica vocale, decise di fondare nel 1985 la sua prima band, gli Slut, dopo essersi trasferito a Phoenix, in Arizona. Dopo aver registrato una sola demo, sciolse la band per unirsi ai Tuff nel 1986. Con questo gruppo incise due demo. Nel frattempo, iniziò a tenere delle lezioni di canto intitolate Jim Gillette's Vocal Power con il chitarrista degli Hawk Doug Marks. L'anno successivo dovette abbandonare la band per trasferirsi a Hollywood. Lì conobbe Michael Angelo Batio, giovane shredder, con il quale strinse subito amicizia.
Nel frattempo, Jim aveva già composto del materiale proprio, e decise quindi di entrare in studio per registrare, chiedendo a Batio di unirsi a lui. Alla band si unirono presto il bassista T.J. Racer, il batterista Vinnie Saint James e il tastierista Kevin Jachetta, e l'album, Proud to be Loud, fu pubblicato lo stesso anno. Subito dopo la pubblicazione, però, Saint James e Jachetta abbandonarono il progetto. I tre musicisti rimasti, allora, fondarono un nuovo gruppo, che chiamarono Nitro, con il batterista Bobby Rock. Ottenuto un contratto con la Rampage Records (sottoetichetta della Rhino), la band pubblicò il suo primo album, O.F.R., nel 1989.
Dopo alcuni cambi di lineup, i Nitro pubblicarono Nitro II: H.W.D.W.S. nel 1991, entrando poco dopo in un periodo di crisi che tuttavia non venne superato. La band si sciolse due anni più tardi, nel 1993; Gillette decise quindi di prendersi una pausa dal mondo della musica, sposandosi con la cantante Lita Ford e diventando in seguito bodybuilder, apparendo comunque come ospite sull'album Black della moglie. Nel 1996 fu pubblicata una raccolta dei Tuff intitolata Decade of Disrespect, contenente alcuni brani con Gillette alla voce. Nel 1998 uscì Gunnin' for Glory, raccolta dei Nitro.
Nel 2001, Jim decise di creare un suo nuovo gruppo, che chiamò Organ Donor, con il chitarrista James P. Johnson, il bassista Chris Campize e il batterista Jesse Mendez, incidendo e pubblicando l'album The Ultra-Violent. Poco dopo, però, decise di abbandonare il progetto. Nel 2006 appare come ospite su una traccia dell'album Exploder della band britannica omonima. Nel 2009 appare come seconda voce nell'album di Lita Ford Wicked Wonderland.
Nel 2011 si separa dalla moglie Lita Ford dopo 17 anni di matrimonio.
Nel 2016 è di nuovo impegnato con i Nitro.

## Discografia

### Da solista
- 1987 - Proud to Be Loud

### Con i Nitro (gruppo musicale)|Nitro
- 1989 - O.F.R.
- 1991 - Nitro II: H.W.D.W.S.

#### Raccolte
- 1998 - Gunnin' for Glory

### Apparizioni
- 1994 - Lita Ford - Black
- 1996 - Tuff - Decade of Disrespect
- 2009 - Lita Ford - Wicked Wonderland